# Rüzgar Erkoçlar
Onur Rüzgar Erkoçlar (26 de marzo de 1986) es un ex actor y modelo turco.
Erkoçlar debutó con anuncios de televisión cuando era niño. En 2002, alcanzó reconocimiento nacional después de un anuncio de Molped, una marca de toallas sanitarias. Después de la popularidad del anuncio, comenzó a actuar en series como Seni Yaşatacağım, Bütün Çocuklarım y Emret Komutanım.
En febrero de 2013, Erkoçlar se declaró transgénero y estrenó su nueva imagen y nombre "Rüzgar" (que significa viento). El premiado documental de 2022 Blue ID narra la historia de su transición y su lucha por el reconocimiento estatal.

## Filmografía
| Cine       | Cine                    | Cine          | Cine          |
| Año        | Título                  | Papel         | Notas         |
| ---------- | ----------------------- | ------------- | ------------- |
| 2006       | Emret Komutanım Şah Mat | Fato          |               |
| Televisión |                         |               |               |
| Año        | Título                  | Papel         | Notas         |
| 2002       | Seni Yaşatacağım        | Ozlem         |               |
| 2004       | Bütün Çocuklarım        | Irmak Kiroglu |               |
| 2005–2008  | Comando Emret           | Foto Fato     |               |
| 2008       | Elif                    | Yagmur        |               |
| 2008       | Üvey Aile               | Özlem Orakçı  |               |
| 2009       | Hesaplasma              | Defne         |               |
| 2010       | Maskeli Balo            | Zehra         |               |
| 2010       | Çakıl Taşları           | Zeynep        |               |
| 2012       | Yamak Ahmet             | Ana           | 2da temporada |

## Vida personal
Erkoçlar se casó con Tuğba Beyazoğlu en 2017. Su hermano, Görkem Batu Erkoçlar, también es transgénero.